# シモン・ド・モンフォール (第5代レスター伯爵)
シモン・ド・モンフォール （Simon IV de Montfort、1164年から1175年の間 - 1218年6月15日）は、中世フランスのモンフォール＝ラモーリー領主であり、第5代レスター伯であった人物である。アルビジョワ十字軍の重要人物の1人。シモン4世・ド・モンフォールと呼ばれることもあり、シモン5世・ド・モンフォールとすることもある。

## 生涯

### 血統
イル＝ド＝フランスの男爵家、モンフォール＝ラモーリー家の一員として生まれた。父はモンフォール＝ラモーリー領主で同名のシモン・ド・モンフォール、母はアングロ＝ノルマン貴族の娘アミシー（第3代レスター伯ロベール・ド・ボーモンの娘）である。
父が亡くなると、シモンはモンフォール＝ラモーリー家の頭領となったが、様々な理由からすぐにはフランス＝イングランドの対立関係に参加しなかった。第一に彼自身の慎重さのため、第二に軍事遠征はイル＝ド＝フランスではなくフランドル伯領で行われていたため、最後にレスター伯領に対する自分の権利が失われないようにするためである。実際、彼は1188年にジゾールで行われたフランス王フィリップ2世（尊厳王）とイングランド王ヘンリー2世の会談において政治的に姿を見せたのみである。
1190年頃、エクアン領主およびモンモランシー男爵ブシャール5世の娘アリックス（fr）と結婚。アリックスは、フィリップ2世の最初の王妃イザベル・ド・エノーとはいとこの間柄であった。

### 聖地十字軍
1199年、エクリー・シュル・エーヌで騎乗試合に参加した際、シャンパーニュ伯ティボー3世の一団に加わり、第4回十字軍に参加した。十字軍はすぐにヴェネツィア共和国が主導権を握り、アドリア海沿岸のザーラ（当時はハンガリー王国の保護下。現在のザダル）に向かった。ローマ教皇インノケンティウス3世はキリスト教徒を攻撃しないよう特に警告していた。シモンはザーラ攻撃に反対し、これではフランク人たちはヴェネツィアを支持できないと主張し、ザーラの代表団が十字軍側に降伏しないよう待った。その結果、代表団はザーラへ戻り、都市の抵抗は続いた。フランク人領主の大部分はヴェネツィアに借金をしていたので、彼らはザーラ攻撃を支持し、1202年に都市は陥落して略奪された。シモンはこの行いに参加せず、最も率直に批判した1人だった。彼と彼の仲間たちは、アレクシオス4世アンゲロスを東ローマ帝国の帝位につけるために十字軍がコンスタンティノープルに向かう決定が下されると、十字軍から離脱した。代わりに、シモンと追従者たちはハンガリー王イムレの宮廷へ旅し、そこからアッコンへ向かった。
1204年、第4代レスター伯ロベール（シモンの叔父）が嫡子のないまま没し、母アミシーが領地の半分を相続してレスター伯領の請求を行った。領地の分割は1207年初頭に行われ、最初に権利はアミシーとシモンに譲渡された。しかし、イングランド王ジョン（欠地王）は自らがノルマンディー、アンジュー、メーヌ、ポワトゥーに持つ領地をフランスに占領されると、フランスの男爵たちがイングランドに持つ全ての所領を没収した。

### アルビジョワ十字軍
シモンはフランスの領地に滞在していたが、再び十字架を掲げキリスト教徒の異端征伐に向かうことになった。1206年頃、友人のヴォー・ド・セルネー修道院長ギーが、ドミニコ・デ・グスマンやピエール・ド・カステルノーといった聖職者たちともに、オクシタニアの異端カタリ派を改宗させるべく説教するよう要請された。彼らの伝道活動はほんのわずかしか成果を得られず、教皇特使カステルノーはトゥールーズ伯レーモン6世を破門した。ところがカステルノーは1208年1月14日に暗殺された。インノケンティウス3世はカタリ派征伐の遠征隊派遣を決め、聖地で戦った者と同じく、免罪符と特別なはからいをカタリ派征伐の戦士に与えることにした。ポブレー修道院の修道士アルノー・アモーリーと院長ギーはフランス王国内を歩いて回り、男爵たちに『十字軍』に参加するよう説いた · 。
シモンは1209年のアルビジョワ十字軍最初の遠征に加わった。自らの領土に対する脅威を避けるため、1209年6月18日に名誉ある振る舞いを表明したレーモン6世も十字軍に参加した。十字軍の騎士たちはリヨン近郊で集会を開き、アモーリー指揮のもと南部へ向かった。レーモン6世が十字軍の一員となれば、もはや目的はトゥールーズ伯領ではなく、カタリ派が多く暮らす、ベジエおよびカルカソンヌ子爵レーモン＝ロジェ・トランカヴェル（fr）の領地であった。ベジエおよびカルカソンヌ陥落の後、トランカヴェルは子爵位から追われ、参加した男爵たちの中から後継者が選ばれた。シモンが選ばれ、トランカヴェル家から没収した領地を継承した。彼はトゥールーズ伯の領土を征服し、これによりオクシタニア最大の地主となった。1209年11月10日、幽閉されていたレーモン＝ロジェ・トランカヴェルが急死した。モンフォールの敵たちが、彼がトランカヴェルを暗殺したと噂を広めた。オクシタニアで反乱が起き、シモンのいとこにあたるマルリー領主ブシャールが、トランカヴェル家家臣ピエール・ロジェ・ド・カバレに捕えられたうえ、城のいくつかは包囲され、オクシタニア側とその軍勢によって奪取された。シモンはいくつかの都市にしか頼れず、オクシタニアを完全に征服する準備を行わなければならなかった。この時、妻のアリックス・ド・モンモランシーは軍勢を連れて夫に合流している。
シモンはその冷酷さで恐れられた。シモンの残虐行為を、20世紀と21世紀の人々が野蛮だと思うだろうが、彼の行為は13世紀においては当然のことだった。シモンは大勢のカタリ派信徒を火刑にした。彼は、カタリ派を異端と非難する教会の、世俗権力者としてふるまった。1210年、彼はミネルヴの村で改宗を拒否したカタリ派住民140人を火刑にした（改宗した者の命は救った）。別の広く知られた事件として、ラストゥールの村の略奪前に、彼は近くのブラム村から捕虜を連行させ、彼らの目玉をくりぬき、鼻と耳、唇を切り落とした。片目だけ残された捕虜1人が先導して、盲目の人々を村へ連れ帰ったという。
シモンの十字軍の仲間たちは、彼らの封建領主であるフィリップ2世を全面的に支持していた。フィリップ2世はジョンからノルマンディーを攻略すると、十字軍の主導権を握るべくインノケンティウス3世に接近するが、これを断られた。フィリップ2世はジョンに対して、そしてイングランドが神聖ローマ帝国およびフランドルと結んだ同盟に対抗し、己の利益を守ることに執着した。
しかし、フィリップ2世はトゥールーズ伯家の領地に対してフランス王の完全な権利を主張した。歴史家の中には、王がモンフォールや北部の男爵たちを南フランスへ派遣したのは、少なくともフランス王権を再び主張するための遠征であったと信じる者がいる。フィリップ2世は、彼の結婚をめぐる長い論争で王国全体が聖務停止を命じられる事態に至ったため、教皇庁を軟化させたかったのかもしれない。
シモンは、宗教的に正統派に属する者とみなされ、ドミニコ会や異端の弾圧と深く関わっていた。ドミニコは、シモンの本営が置かれたファンジョーを中心に数年間フランス南部で、特に十字軍の活動が低下する冬季に活動した。シモン側には、他にも主要な同盟者たち、ブルゴーニュ公ウード3世、ドンジー領主エルヴェ4世、ブルゴーニュ家令ゴーシェ3世・ド・シャティヨン（fr）がいた。多くの歴史家たちは、貪欲な北フランスの貴族たちが南フランスの土地を征服したとみなしている。彼らの多くは第4回十字軍に関わっていた。そのうちの1人ギーは、シモンのモンフォール＝ラモーリー領から30マイルも離れていないところにあるシトー会派ヴォー・ド・セルネー修道院の院長で、ラングドックへの十字軍に同行し、後にカルカソンヌ司教となった。アルビジョワ十字軍の間、ギーの甥にあたるピエールが十字軍について記述した。歴史家は総じて、これが十字軍の行動を正当化するための宣伝と考えている。ピエールは、十字軍の残虐行為を、道徳的に堕落した異端者に対する『神の御業』であると正当化した。彼は反対に、南仏の領主たちが犯した暴虐を記している。

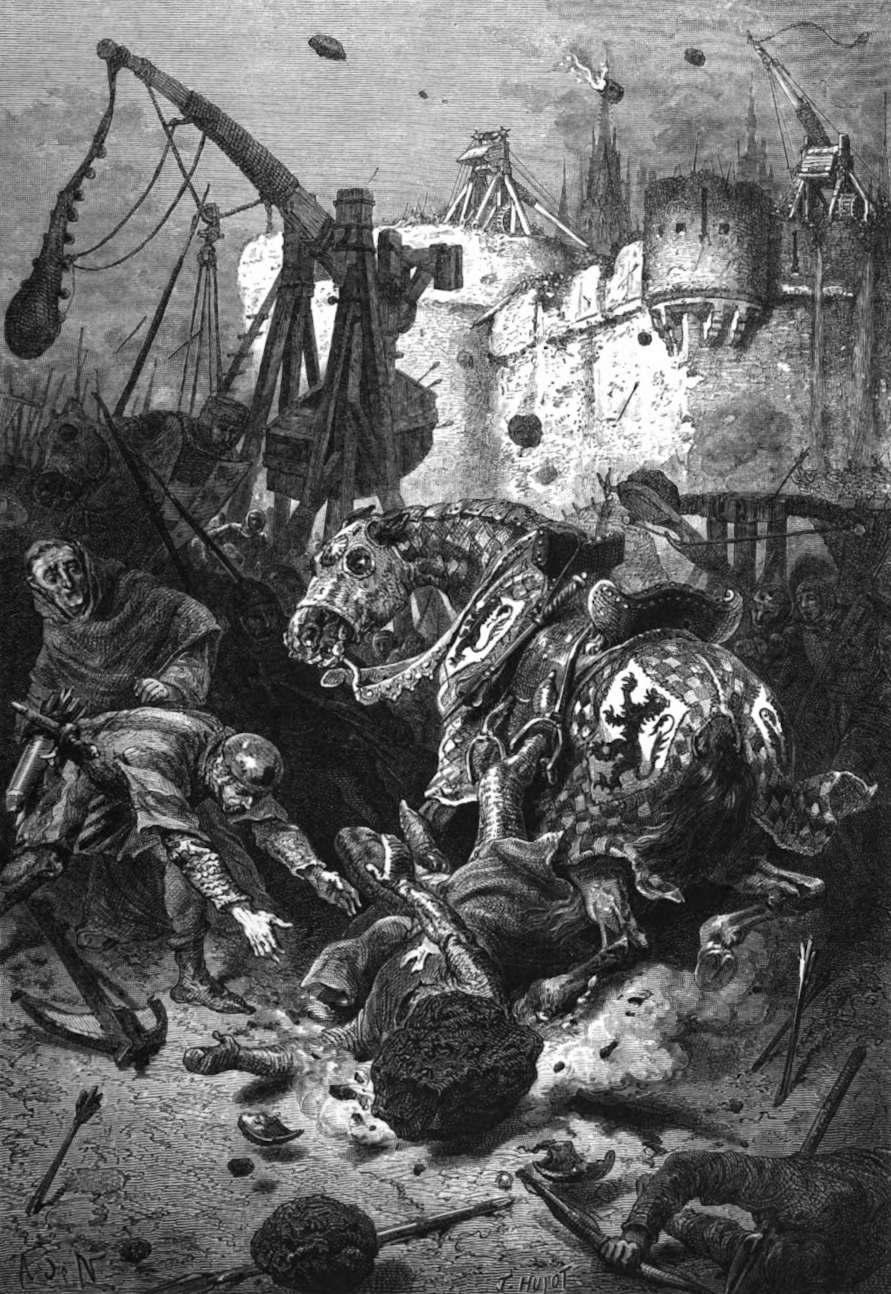
『シモン・ド・モンフォールの死』、アルフォンス・マリー・ド・ヌヴィル画、1883年

シモンは精力的な冒険者で、彼と同じ信仰をかつて持ちながら捨てた人々を攻撃するため軍を素早く動かした。情勢が自分に有利だと思えばいつでも地方領主たちは寝返りを繰り返すため、シモンの敵は常に多かった。南仏は、高度に要塞化された都市トゥールーズ、カルカソンヌ、ナルボンヌがあるのと同様に、小さな要塞化した町のある、ウサギの巣穴のようにごみごみした場所だった。シモンは誓約を裏切った者に対して特に残虐であるのと同様に冷酷さと大胆さを示した。
ちょうど同じころ、ナバス・デ・トロサの戦いでイスラム軍を破ったアラゴン王ペドロ2世は、シモンの進軍を憂慮し、トゥールーズ伯とフォワ伯、コマンジュ伯を自らの保護下に置いていた。1213年8月、ペドロ2世はピレネー山脈を越えてミュレで3人の伯たちと合流した。シモンは同盟軍を攻撃し、9月12日にミュレの戦い(w.Battle of Muret)でペドロ2世を破った。これはアルビジョワ派の完全な敗北であったが、シモンは征服戦争としての遠征を続けた。1215年12月、第4ラテラン公会議の終わりに教皇インノケンティウス3世は、トゥールーズ伯およびナルボンヌ公、カルカソンヌ子爵、ベジエ子爵の領地と称号をシモンに与えた。彼はトゥールーズ伯領の多くの場所で2年間を戦争に費やした。1216年4月10日、ムランにおいて彼はフランス王から伯として目通りを許されている。ナルボンヌ公となったことで、ナルボンヌ大司教アルノー・アモーリーと対立するまでに長い時間はかからなかった。
ボーケールの町はトゥールーズ伯に忠実で、レーモン6世の息子レーモン7世に対して門戸を開いた。1216年6月2日から8月24日まで、シモンはボーケールを包囲した。
レーモン7世はアルビジョワ十字軍の期間の間、多くの時間をアラゴンで過ごしたが、トゥールーズにいる協力者とつながっていた。1216年9月、レーモンがトゥールーズへ向かったという噂が流れた。ボーケールの包囲を解いて、シモンはトゥールーズへ向かい、市民の処罰を意図して市街を部分的に略奪した。フォワ伯、カタルーニャおよびアラゴン連合軍と組んだレーモン7世は1217年10月にトゥールーズを取り戻した。シモンは急いで町を包囲し、妻アリックスをトゥールーズ司教フルクらと共にフランス宮廷へ派遣し、王に支援を訴えた。9か月間包囲し続けた後、シモンは1218年6月25日に立て籠もった市民側に殺害された。ある情報によると、『トゥールーズの婦女子ら（donas e tozas e mulhers）』が操るマンゴネルから放たれた石が、彼の頭に命中したという。彼の遺体は当時の習慣に従って整えられ、カルカソンヌのサン・ナゼ―ル教会に埋葬された。1224年、息子アモーリー6世によって遺体は最終的にイル＝ド＝フランスへ送られ、モンフォール＝ラモーリー近郊のオート＝ブリュイエール王立修道院（フォントヴロー会派）に再埋葬されている。

## 子女
- アモーリー（1191年 - 1241年） - レスター伯
- ギー（1195年 - 1220年） -  ビゴール伯ベアトリスと結婚し、共同統治者となった
- ロベール（1226年没）
- シモン（1208年 - 1265年） - レスター伯
- アミシー（1253年没） - シャトー＝ルナール領主ゴーシェ・ド・ジョワニーの妻。後にモンタルジのドミニコ会修道院を創建
- ロール（1227年没） - ピキニー領主ジェラール3世と結婚
- ペトロニーユ（生没年不明） - 修道女。後にパリのサンタントワーヌ修道院院長となった

### ノート
1. ↑  長い間、この記事の人物の父にあたるシモン（fr、1188年没）は、シモン3世・ド・モンフォール（fr、1181年没）と混同されてきた。この状況は、シモン・ド・モンフォールという同名人物のナンバリングの問題を引き起こした。インターネット・サイトMedlandsにおいて、1188年没の人物はシモン4世とされ、1218年没のシモン・ド・モンフォールはシモン5世とされている。MedLands.
2. ↑  先の十字軍とはその精神がかなり異なるが、この遠征はアルビジョワ十字軍の名を採用した。初期の十字軍の目的は、聖地に赴き、東方のキリスト教徒を守り、コンスタンティノープルを脅かすトルコを撃退することだった。だが、目的地をコンスタンティノープルに変えられた第4回十字軍の参加者たちは、キリスト教徒たち（正教会）と戦ったことで大義を失い、崩壊する寸前にあった。アルビジョワ十字軍の経過から、我々は十字軍の概念の変化を目の当たりにしている。この概念は、フリードリヒ2世に対する十字軍、対アラゴン王国、対フス派十字軍において再び取り上げられることになる。
3. ↑  男爵にとって、オクシタニアへの遠征は聖地遠征よりも安上がりだったので、アルビジョワ十字軍は彼らにとって贖罪と神の免罪が低価格で手に入れられるという恩恵があった
4. ↑  理にかなって、彼らの人数は50,000人ほどと推定される(voir (Paladilhe 1988, p. 86)).
5. ↑  広く信じられている説とは異なり、シモンではなく、正しくは教皇特使アモーリーが『彼らを皆殺しにせよ。神はそれをお認めになる』と発言した。当時、シモンはサンス大司教、クレルモン司教、ブルゴーニュ公、ヌヴェール伯といった主要な十字軍参加者よりはるかに地位が低かった。

### 文献
- Dominique Paladilhe, Simon de Montfort, Librairie Académique Perrin, 1988 (réimpr. 1997), 324 p. (ISBN 2-262-01291-1). Rééd. Via Romana, 2011, 262 p. (ISBN 978-2-916727-59-2)
- Chronique, 1145 - 1275. Guillaume de Puylaurens. Traduit, présenté et annoté par Jean Duvernoy. Toulouse, Le Pérégrinateur éditeur.